# Chlorocoma rhodocrossa
Chlorocoma rhodocrossa är en fjärilsart som beskrevs av Turner 1906. Chlorocoma rhodocrossa ingår i släktet Chlorocoma och familjen mätare. Inga underarter finns listade i Catalogue of Life.